# Queenstown (Maryland)
Queenstown es un pueblo ubicado en el condado de Queen Anne en el estado estadounidense de Maryland. En el Censo de 2010 tenía una población de 664 habitantes y una densidad poblacional de 176,44 personas por km².

## Geografía
Queenstown se encuentra ubicado en las coordenadas 38°59′10″N 76°10′10″O / 38.98611, -76.16944. Según la Oficina del Censo de los Estados Unidos, Queenstown tiene una superficie total de 3.76 km², de la cual 3.76 km² corresponden a tierra firme y (0%) 0 km² es agua.

## Demografía
Según el censo de 2010, había 664 personas residiendo en Queenstown. La densidad de población era de 176,44 hab./km². De los 664 habitantes, Queenstown estaba compuesto por el 92.92% blancos, el 3.16% eran afroamericanos, el 0.15% eran amerindios, el 0.9% eran asiáticos, el 0.45% eran isleños del Pacífico, el 0.9% eran de otras razas y el 1.51% pertenecían a dos o más razas. Del total de la población el 3.77% eran hispanos o latinos de cualquier raza.

## Historia
Fue fundada en 1707 bajo el nombre de Queen Anne's Towne. En 1710, el nombre se modificó a Queen's Towne, y posteriormente se simplificó a Queenstown. Tanto la ciudad como el condado recibieron su nombre en honor a la reina Ana de Inglaterra.
En 1707, Queenstown se convirtió en la primera sede del condado de Queen Anne. Un año después, en 1708, se construyó el juzgado original. La sede del condado permaneció en Queenstown hasta 1782, cuando fue trasladada a la ciudad de Centreville.
Durante la Guerra de 1812, Queenstown fue la única ciudad del condado que fue atacada por fuerzas británicas. El ataque se produjo en agosto de 1813 en la finca Bowlingly, que sufrió daños significativos antes de que las tropas británicas se trasladaran a la isla de Kent.
La ciudad sobrevivió a varios eventos importantes, incluyendo un gran incendio en 1820, la Gran Depresión y las guerras mexicana y civil.  En las décadas de 1850, fue un punto de parada importante para barcos de vapor que transportaban mercancías y pasajeros a lo largo del río Chester hacia Baltimore.
En la actualidad, la economía local se basa principalmente en la agricultura y la pesca. Además, el comercio minorista en la ciudad y el campo de golf Queenstown Harbor, ubicado en las cercanías, contribuyen al desarrollo económico y atraen numerosos visitantes.